# 北緯82度線
北緯82度線（ほくい82どせん）は、地球の赤道面より北に82度の角度を成す緯線。北極内部にあり、大部分が北極海を、一部が北アメリカを通過する。
この緯度の下では、4月8日頃から9月4日頃までの約5ヶ月間は白夜になり、10月16日頃から2月27日頃までの約4ヶ月半の間は極夜になる。

## 通過する地域一覧
北緯82度線は、本初子午線から東に向かって以下の場所を通っている。
| 地理座標                                             | 国土・領土・領海                   | 備考                                                                  |
| ---------------------------------------------------- | ---------------------------------- | --------------------------------------------------------------------- |
| 北緯82度0分 東経0度0分 / 北緯82.000度 東経0.000度    | 北極海                             | ルドルフ島、ゼムリャフランツァヨシファ（ ロシア）のちょうど北を通過。 |
| 北緯82度0分 西経89度0分 / 北緯82.000度 西経89.000度  | カナダ                             | ヌナブト準州 - エルズミーア島                                         |
| 北緯82度0分 西経62度34分 / 北緯82.000度 西経62.567度 | ネアズ海峡                         |                                                                       |
| 北緯82度0分 西経59度30分 / 北緯82.000度 西経59.500度 | グリーンランド                     | グリーンランド本土 ヘンドリック島                                     |
| 北緯82度0分 西経51度13分 / 北緯82.000度 西経51.217度 | シェラード・オズボーン・フィヨルド |                                                                       |
| 北緯82度0分 西経49度55分 / 北緯82.000度 西経49.917度 | グリーンランド                     |                                                                       |
| 北緯82度0分 西経46度3分 / 北緯82.000度 西経46.050度  | ビクトリア・フィヨルド             |                                                                       |
| 北緯82度0分 西経44度53分 / 北緯82.000度 西経44.883度 | グリーンランド                     |                                                                       |
| 北緯82度0分 西経31度4分 / 北緯82.000度 西経31.067度  | インディペンデンス・フィヨルド     |                                                                       |
| 北緯82度0分 西経28度37分 / 北緯82.000度 西経28.617度 | グリーンランド                     |                                                                       |
| 北緯82度0分 西経24度37分 / 北緯82.000度 西経24.617度 | インディペンデンス・フィヨルド     |                                                                       |
| 北緯82度0分 西経23度11分 / 北緯82.000度 西経23.183度 | グリーンランド                     |                                                                       |
| 北緯82度0分 西経21度6分 / 北緯82.000度 西経21.100度  | 北極海                             |                                                                       |
| 北緯82度0分 西経19度30分 / 北緯82.000度 西経19.500度 | グリーンランド                     | プリンセス・テューラ島                                                |
| 北緯82度0分 西経18度57分 / 北緯82.000度 西経18.950度 | 北極海                             |                                                                       |
| 北緯82度0分 西経18度0分 / 北緯82.000度 西経18.000度  | グリーンランド                     | プリンセス・マルグレーテ島                                            |
| 北緯82度0分 西経17度50分 / 北緯82.000度 西経17.833度 | 北極海                             |                                                                       |